# Campeonato Mundial de Vela de 2007
El II Campeonato Mundial de Vela se celebró en Cascaes (Portugal) entre el 3 y el 13 de julio de 2007 bajo la organización de la Federación Internacional de Vela (ISAF) y la Federación Portuguesa de Vela.
En este campeonato se disputaron regatas de las once clases olímpicas vigentes de ese año: siete masculinas y cuatro femeninas.
Las regatas se realizaron en la bahía de Cascaes.

## Países participantes
Participaron 1396 regatistas (936 veleros) de 75 países (entre paréntesis el número de veleros/regatistas por país):
| - Alemania (45/75) - Antigua y Barbuda (1/1) - Argentina (16/23) - Armenia (5/7) - Australia (37/61) - Austria (13/23) - Azerbaiyán (2/4) - Barbados (2/2) - Bélgica (9/14) - Bermudas (2/3) - Bielorrusia (8/11) - Brasil (32/47) - Bulgaria (8/9) - Canadá (28/40) - Chile (5/8) - China (32/48) - Chipre (5/5) | - Colombia (5/5) - Corea del Sur (8/13) - Croacia (24/34) - Dinamarca (30/47) - Ecuador (1/1) - Egipto (2/2) - Eslovaquia (1/1) - Eslovenia (8/13) - España (32/47) - Estados Unidos (50/78) - Estonia (12/16) - Filipinas (1/2) - Finlandia (18/31) - Francia (53/82) - Grecia (24/35) - Guatemala (3/4) - Hong Kong (7/8) - Hungría (15/20) - India (5/6) - Irlanda (14/19) - Islas Vírgenes Británicas (1/1) - Islas Vírgenes de los Estados Unidos (5/7) | - Israel (10/14) - Italia (38/59) - Japón (28/45) - Letonia (6/8) - Lituania (5/5) - Luxemburgo (1/1) - Malasia (3/4) - Malta (2/2) - México (4/4) - Moldavia (1/1) - Mónaco (4/6) - Noruega (10/15) - Nueva Zelanda (34/49) - Países Bajos (38/60) - Pakistán (1/2) - Perú (3/3) - Polonia (31/38) - Portugal (20/32) - Puerto Rico (2/3) | - Catar (1/1) - Reino Unido (72/112) - República Checa (10/12) - República Dominicana (1/1) - Rumania (1/1) - Rusia (17/31) - Seychelles (2/2) - Serbia (2/2) - Sudáfrica (7/15) - Suecia (22/34) - Suiza (17/27) - Polinesia Francesa (1/1) - Tailandia (2/2) - Taiwán (3/3) - Turquía (8/10) - Ucrania (17/28) - Uruguay (2/3) - Venezuela (4/4) |

## Medallistas

### Masculino
| Evento          | Oro                                          | Plata                                                 | Bronce                                               |
| --------------- | -------------------------------------------- | ----------------------------------------------------- | ---------------------------------------------------- |
| Laser (10.07)   | Tom Slingsby Australia 43 pts.               | Andrew Murdoch Nueva Zelanda 52 pts.                  | Deniss Karpak Estonia 55 pts.                        |
| RS:X (12.07)    | Ricardo Santos · Brasil · 30                 | Przemysław Miarczyński · Polonia · 32                 | Nick Dempsey Reino Unido 36                          |
| Finn (11.07)    | Rafael Trujillo · España · 22                | Pieter-Jan Postma · Países Bajos · 25                 | Gašper Vinčec Eslovenia 30                           |
| 470 (13.07)     | Nathan Wilmot Malcolm Page Australia 30      | Sven Coster · Kalle Coster · Países Bajos · 54        | Gideon Kliger Udi Gal Israel 62                      |
| Star (09.07)    | Robert Scheidt · Bruno Prada · Brasil · 15   | Xavier Rohart Pascal Rambeau Francia 19               | Iain Percy Andrew Simpson Reino Unido 25             |
| Tornado (09.07) | Fernando Echávarri · Antón Paz · España · 34 | Carolijn Brouwer · Sébastien Godefroid · Bélgica · 40 | Mitchell Booth · Pim Nieuwenhuis · Países Bajos · 41 |
| 49er (13.07)    | Stephen Morrison Ben Rhodes Reino Unido 35   | Nico Delle Karth · Nikolaus Resch · Austria · 52      | Nathan Outteridge Ben Austin Australia 59            |

### Femenino
| Evento               | Oro                                                      | Plata                                                       | Bronce                                                     |
| -------------------- | -------------------------------------------------------- | ----------------------------------------------------------- | ---------------------------------------------------------- |
| Laser radial (10.07) | Tatiana Drozdovskaya · Bielorrusia · 47 pts.             | Sari Multala · Finlandia · 50 pts.                          | Petra Niemann · Alemania · 51 pts.                         |
| RS:X (12.07)         | Zofia Klepacka · Polonia · 21                            | Barbara Kendall Nueva Zelanda 46                            | Jessica Crisp Australia 47                                 |
| 470 (13.07)          | Marcelien de Koning · Lobke Berkhout · Países Bajos · 19 | Ingrid Petitjean Nadège Douroux Francia 38                  | Christina Bassadone Saskia Clark Reino Unido 42            |
| Yngling (11.07)      | Sarah Ayton Sarah Webb Pippa Wilson Reino Unido 41       | Sally Barkow Carolyn Howe Deborah Capozzi Estados Unidos 42 | Shirley Robertson Annie Lush Lucy MacGregor Reino Unido 58 |

## Medallero
| Núm. | País           | Oro | Plata | Bronce | Total |
| ---- | -------------- | --- | ----- | ------ | ----- |
| 1    | Reino Unido    | 2   | 0     | 4      | 6     |
| 2    | Australia      | 2   | 0     | 2      | 4     |
| 3    | Brasil         | 2   | 0     | 0      | 2     |
| 3    | España         | 2   | 0     | 0      | 2     |
| 5    | Países Bajos   | 1   | 2     | 1      | 4     |
| 6    | Polonia        | 1   | 1     | 0      | 2     |
| 7    | Bielorrusia    | 1   | 0     | 0      | 1     |
| 8    | Francia        | 0   | 2     | 0      | 2     |
| 8    | Nueva Zelanda  | 0   | 2     | 0      | 2     |
| 10   | Austria        | 0   | 1     | 0      | 1     |
| 10   | Bélgica        | 0   | 1     | 0      | 1     |
| 10   | Finlandia      | 0   | 1     | 0      | 1     |
| 10   | Estados Unidos | 0   | 1     | 0      | 1     |
| 14   | Alemania       | 0   | 0     | 1      | 1     |
| 14   | Eslovenia      | 0   | 0     | 1      | 1     |
| 14   | Estonia        | 0   | 0     | 1      | 1     |
| 14   | Israel         | 0   | 0     | 1      | 1     |
|      | TOTAL          | 11  | 11    | 11     | 33    |